# T2FD-antenne
Tilted Terminated Folded Dipole (T2FD-antenne eller TTFD-antenne) eller Balanced Termination, Folded Dipole (BTFD-antenne), også kendt som en W3HH-antenne, er en radioantenne, der er en bredt anvendelig kortbølgeantenne udviklet i de sene 1940'ere af United States Navy. T2FD-antennen yder rimeligt godt over et bredt frekvensområde, uden væsentlige dårlige unoder i form af enten frekvens, retning, eller udstrålingsvinkel over horisonten.
Selvom T2FD-antennen omsætter noget af den tilførte elektriske effekt til varme i en resistor (op til 30% af RF-effekten omsættes til varme i resistoren), er T2FD-antennen ganske udmærket, sammenlignet med antenner specifikt designet for til et givent frekvensbånd, eller optimeret til retning. T2FD-antennens fordele er mange; T2FD-antennen har alt-i-alt en god ydelse, relativ beskeden størrelse, lav pris, og faktummet at T2FD-antennen ikke behøver nogen antennetuner for at virke med en almindelig kortbølgesender, har gjort T2FD-antennen populær i professionel kortbølgekommunikation.

## Historie
T2FD-antennens historie kan inddeles i forskellige faser: Den første var udviklet til anvendelse som en bredt anvendelig antenne på flådens skibe i 1940'erne. Designet blev offentliggjort i 1950'erne og radioamatørerne tog den til sig, men faldt så ud af brug med "ankomsten" af kortere bølger (VHF) og den store ændring til brug af sendere med lavimpedant udgang (50 ohm) og antennekabel. Fornylig har muligheden af nye kortbølgeradioamatørbånd (60, 30, 17 og 12 meter), som fx ikke er multipla af 3,7MHz (80 meter), gjort at T2FD-antennen har fået fornyet radioamatørinteresse.

### Oprindelse
T2FD-antennen blev oprindeligt udviklet under 2. verdenskrig ved San Diego flådebasen til brug på skibe til søs, hvor antennestørrelsen er begrænset, men hvor radiofrekvens jordplanet er særligt effektivt. Antennedesignets egenskaber gør T2FD-antennen ideel til brug på lille plads ved lange bølgelængder, hvor antennen ikke let kan let kan pege i bestemte retninger og hvor antallet af antenner er begrænset, sammenlignet med anvendelsesfrekvenserne.[kilde mangler]

### Tidlig amatørbrug
En af udviklerne af den oprindelige flådeantenne, kaptajn Gil L. Countryman, var også en amatørradio entusiast (W3HH og W1RBK). Han introducerede designet til andre amatører i begyndelsen af 1950'erne. Det var et populær antennedesign i midten af det 20. århundrede, men faldt ud af almindelig brug senere af århundredet med den større popularitet af de kortere bølger, som kun krævede en antennelængde på 4 meter eller kortere. Omstillingen til brug af sendere med lavimpedant udgang (50 ohm) og antennekabel bidrog også.[kilde mangler]

### Nylig opsving
Siden de sene 1980'ere, har radioamatør operatører og hobby kortbølgelyttere "genopdaget" T2FD-antennen, specielt til broadcast modtagelse og til amatør tovejskommunikation såsom Morsekode og PSK31 hvor brute force ydelse ikke er så vigtig som 'vedvarende' signal. Der har også været (omstridte) påstande om at denne antenne er mindre følsom overfor menneskelavet radiointerferens, hvilket skulle gøre den bedre at anvende i urbane miljøer, hvor lavere støjgulv ofte er at fortrække end højere modtaget signalstyrke. T2FD-antennen er god til skjulte indendørs systemer, eller hvor adskillige separate frekvensoptimerede radioantenner ikke er praktisk. Fx: en indendørs T2FD-antenne der kun ca. 8 meter lang vil kunne tillade drift på alle radioamatør HF-bånd over 14 MHz ved sending og ned til 7 MHz ved modtagelse.[kilde mangler]

## Opbygning
En typisk T2FD-antenne kan bygges således, ud af to parallelle trådledere:
- Designes til nær en halv bølgelængde ved den laveste ønskede frekvens.
- Afstanden mellem den øvre og nedre leder er lig med 1/100 af den laveste ønskede frekvens' bølgelængde. Denne afstand bibeholdes af et antal af isolerende pinde med huller.
- Mindst to pinde i enderne af antennen fastgøres til isolerede reb, som bindes til antennestøttepunkter.
- Den øvre og nedre lederne forbindes ved ved enderne, af metalsektioner som følger de yderste isolerende pindes lederes ender.
- Antennefødepunktet er i midten af den nedre leder, med en impedans i omegnen af 300 Ω, balanceret, gennem en standard 4:1 balun. Denne muliggør en acceptaben bredbåndstilpasning til almindelig ubalanceret 75 Ω koaksialkabel.
- I midten af den øvre leder forbindes en 400–480 Ω ikke-induktiv resistor, dimensioneret til sikkert at kunne tåle afsat mindst en ⅓ af den tilførte sendeeffekt. Resistoren får afsat mere og mere effekt som arbejdsfrekvensen nærmer sig den nedre radioantennes frekvensdesigngrænse. Resistoren laves af 3 par af 10 serielle 1600 Ω, 1  W resistorer (i alt max. afsat 30 Watt).
- For at gøre T2FD-antennen omtrent rundstrålende, bliver den typisk ophængt med en hældningsvinkel på 20 til 40 grader i forhold til vandret,[4] men den fungerer bedre, hvis anvendt i "inverted-V"-form.[7]